# Banfield
Banfield – wioska powstała w dystrykcie (partido), obecnie mieście Lomas de Zamora, stanowiącym część zespołu miejskiego Buenos Aires. W miejscu obecnego Banfield powstała w 1873 stacja kolejowa, a sama wioska powstała w latach 80. XIX wieku. Nazwa miejscowości pochodzi od kierownika budowy angielskiej kolei Edwarda Banfielda. Banfield oddalone jest o 14 kilometrów od granic administracyjnych miasta Buenos Aires.